# Dobrogea Veche
Dobrogea Veche è un comune della Moldavia situato nel distretto di Sîngerei di 1.770 abitanti al censimento del 2004

## Località
Il comune è formato dall'insieme delle seguenti località (popolazione 2004):
- Dobrogea Veche (1.181 abitanti)
- Cotovca (61 abitanti)
- Dobrogea Nouă (528 abitanti)